# Agrochola ciliata
Agrochola ciliata är en fjärilsart som beskrevs av Otto Staudinger 1892. Agrochola ciliata ingår i släktet Agrochola och familjen nattflyn. Inga underarter finns listade i Catalogue of Life.